# Astanovus II
Astanovus II van Fézensac (gestorven 1140) was een zoon van Almerik II van Fézensac en van Biverna. Hij volgde zijn vader in 1103 op als graaf van Fézensac. Astanovus had geen zoons en bij zijn dood werden Fézensac en Armagnac weer samengevoegd. Zijn dochter Anicella was achtereenvolgens getrouwd met Bernard III van Bigorre en met Gerolt III van Armagnac en had uit haar eerste huwelijk alleen een dochter, Beatrix, die nog vóór haar in 1119 overleed. Bij het overlijden van haar vader, volgde zij hem samen met haar echtgenoot Gerolt III van Armagnac, op als gravin van Fézensac.